# Klasse van heischrale graslanden
De klasse van heischrale graslanden (Nardetea) is een klasse van syntaxa die graslanden omvat op relatief zure, oligotrofe bodems. De vegetatie bestaat overwegend uit grassen, grasachtige planten en kleinbloemige kruiden.
Vegetatie uit deze klasse kan in optimale omstandigheden zeer soortenrijk worden en zeldzame bloeiende planten als orchideeën en gentianen tellen.

## Naamgeving en codering
| Nardetea strictae Rivas-Goday in Rivas-Goday & Riv.-Mart. 1963 |

- Frans: Pelouses acidophiles médioeuropéennes à boréo-subalpines
- Duits: Bodensaure Borstgrasrasen
- Syntaxoncode voor Nederland (rVvN): r19
- BWK-karteringscodes: ha, hmo, hn
- Natura2000-habitattypecode (EU-code): H6230*
- Corine biotope: 35 Dry siliceous grasslands

De wetenschappelijke naam Nardetea is afgeleid van de botanische naam van een belangrijke kensoort van deze klasse, het borstelgras (Nardus stricta).

## Fysiognomie
De klasse van heischrale graslanden omvat relatief dichte, laagblijvende graslandgemeenschappen. Dwergstruiken kunnen (voor een grasland) nog vrij goed vertegenwoordigd zijn in de kruidlaag, maar ze zijn nooit zo dominant als bij dwergstruwelen zoals in de klasse van droge heiden.
In de kruidlaag zijn grassen als borstelgras en tandjesgras en grasachtige planten als pilzegge dominant, met daarnaast kleinbloemige overblijvende kruiden als tormentil, liggend walstro en stijve ogentroost. Zeldzaamheden als groene nachtorchis, herfstschroeforchis, klokjesgentiaan en valkruid maken deze vegetaties zeer divers.
De moslaag is weinig opvallend en evenmin divers.

## Ecologie
De klasse van heischrale graslanden omvat plantengemeenschappen van droge tot natte, relatief zure tot neutrale en relatief oligotrofe bodems. Ze wijzen op de aanwezigheid van leem, klei of veen in de bodem, of op verrijking via het grondwater of door dieren.
Meestal gaat het om vegetatie in overgangszones, zoals op de grens tussen droge en natte plaatsen, of op overgangen van natte heide naar blauwgraslanden. In heidegebieden zijn het dikwijls plaatsen met enige mate van verstoring en/of verrijking, zoals wegbermen en langs veetrekroutes en op plaatsen waar regelmatig gemaaid, beweid, geplagd, afgebrand of begrazen wordt.

## Onderliggende syntaxa in Nederland en Vlaanderen
De klasse van heischrale graslanden wordt in Nederland en Vlaanderen vertegenwoordigd door maar één orde en één verbond. In totaal omvat de klasse alhier vijf associaties.
- - orde van heischrale graslanden (Nardetalia)
    - verbond van heischrale graslanden (Violion caninae)
      - associatie van liggend walstro en schapengras (Galio-Festucetum ovinae)
      - associatie van klokjesgentiaan en borstelgras (Gentiano pneumonanthes-Nardetum)
      - associatie van maanvaren en vleugeltjesbloem (Botrychio-Polygaletum)
      - associatie van betonie en gevinde kortsteel (Betonico-Brachypodietum)
      - associatie van hondsviooltje en gewoon struisgras (Polygalo vulgaris-Nardetum)

- rompgemeenschap met borstelgras (RG Nardus stricta-[Nardetea])
- rompgemeenschap met bochtige smele (RG Avenella flexuosa-[Nardetea/Calluno-Ulicetea])

## Vegetatiezonering
In de vegetatiezonering vormt vegetatie uit de klasse van heischrale graslanden vaak contactgemeenschappen met dwergstruwelen uit de klasse van droge heiden of graslanden uit het verbond van biezenknoppen en pijpenstrootje.

## Diagnostische taxa voor Nederland en Vlaanderen

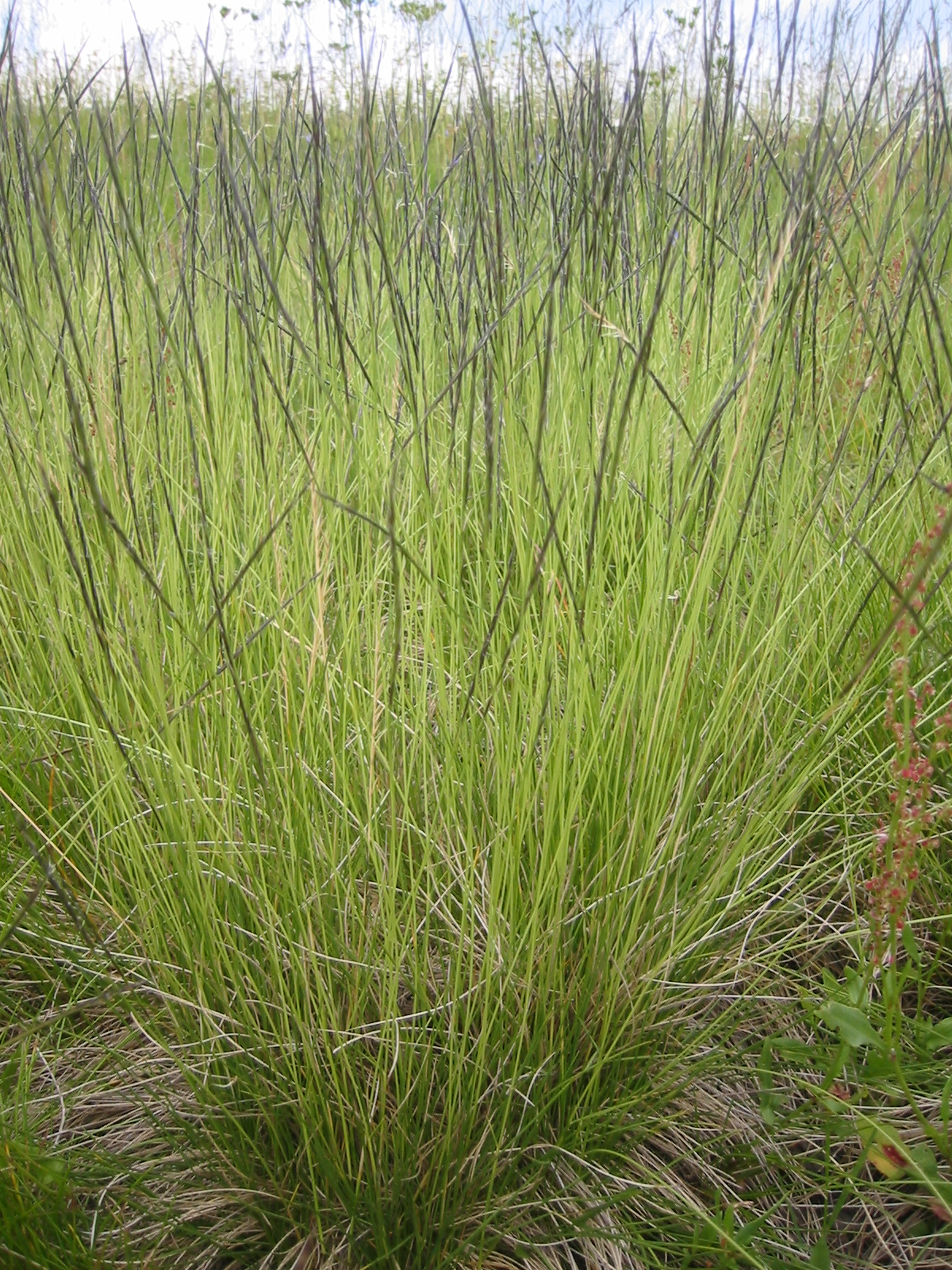
Borstelgras

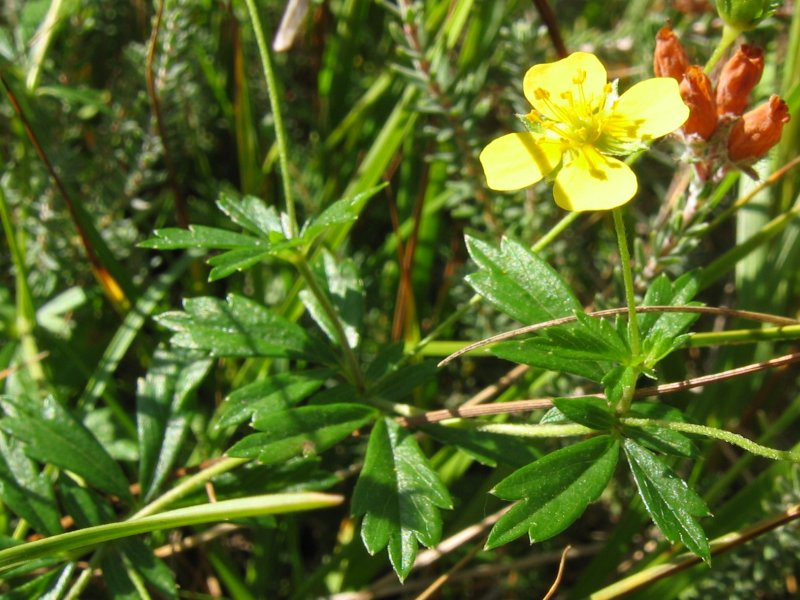
Tormentil

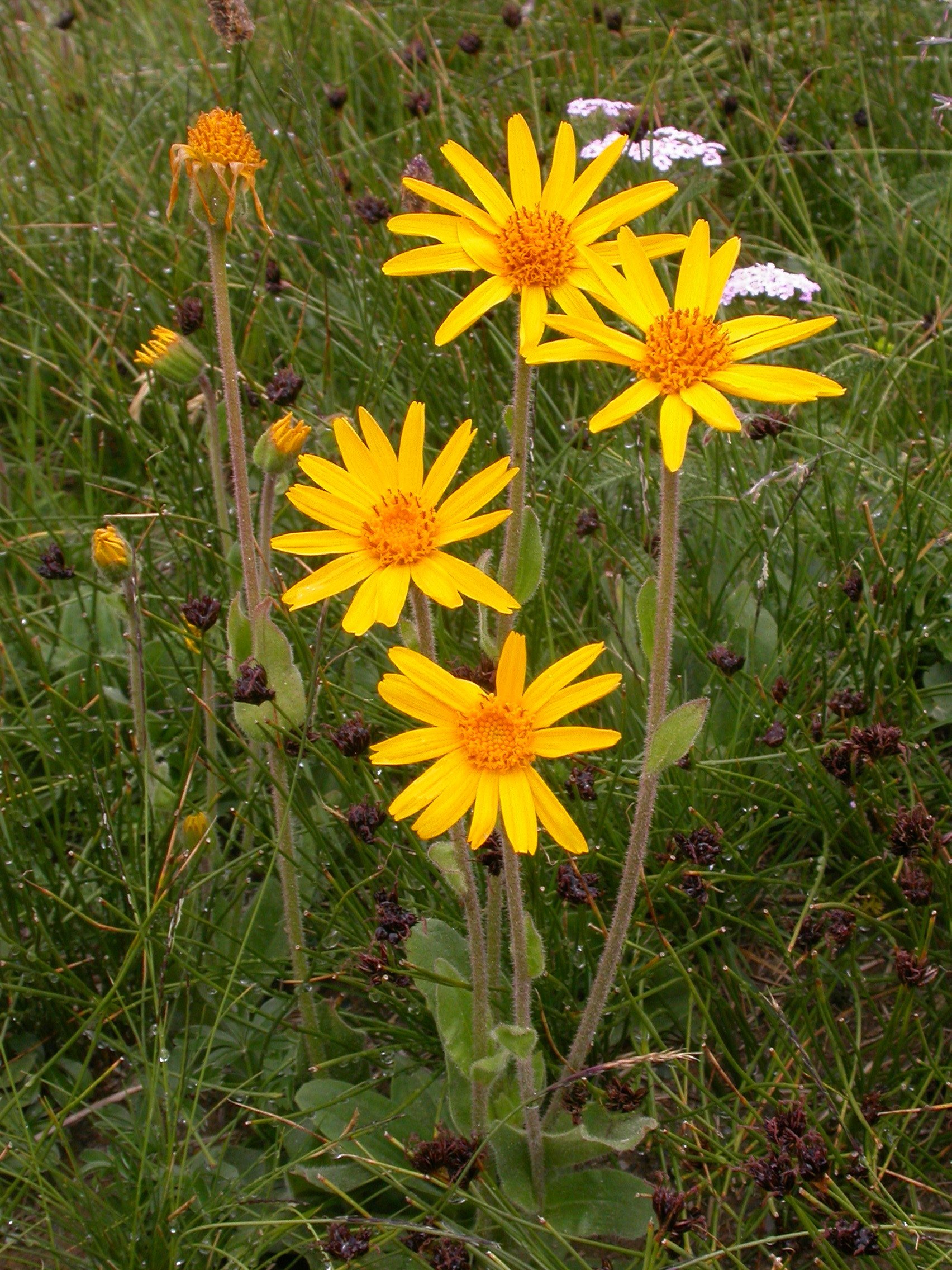
Valkruid

In de onderstaande tabel staan de belangrijkste kensoorten en begeleidende soorten van klasse van heischrale graslanden voor Nederland en Vlaanderen.

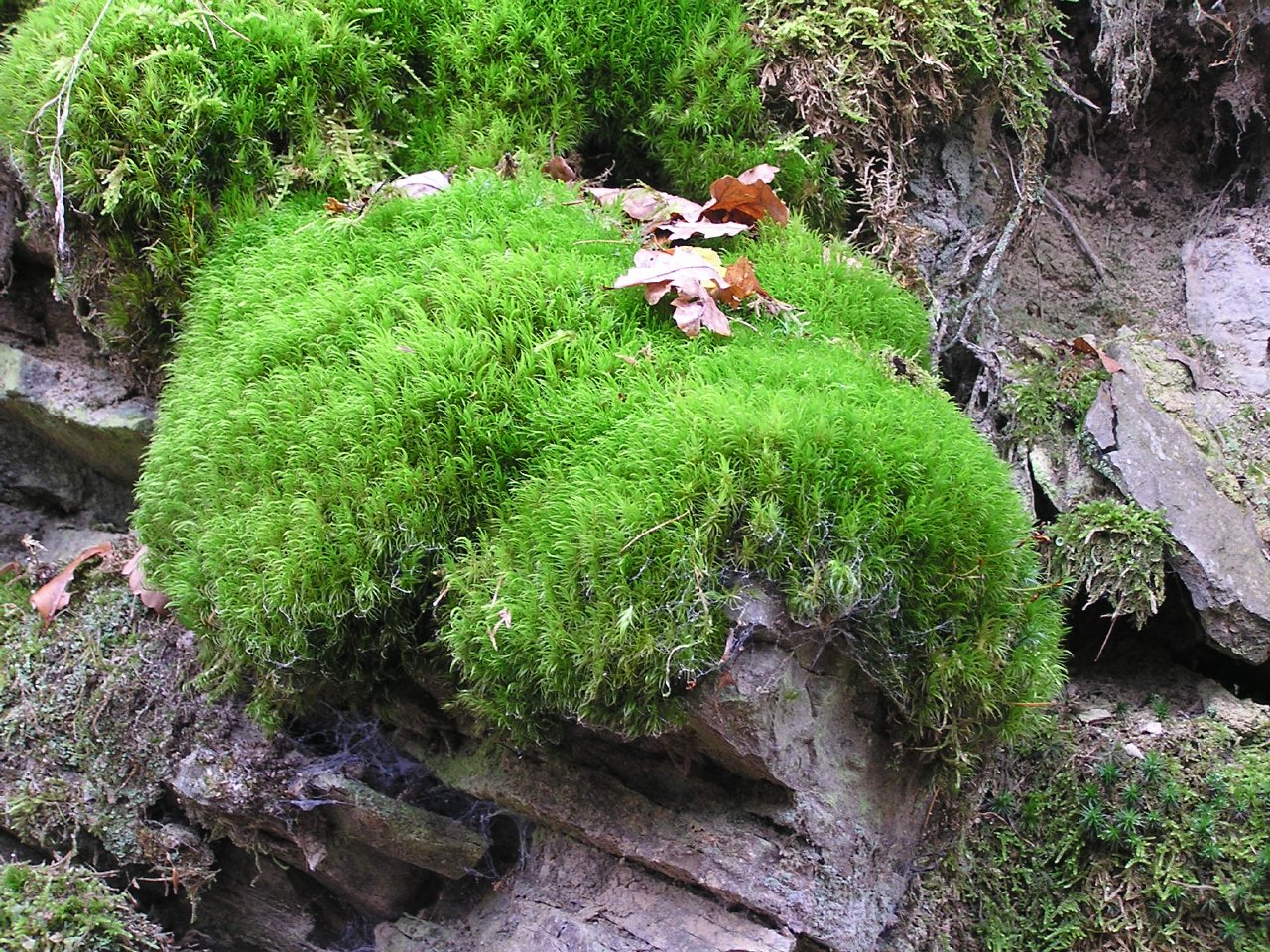
Gewoon gaffeltandmos

Kruidlaag
| Kentaxon | Diff.soort | Abundantie | Triviale naam     | Botanische naam     | Opmerking |
| -------- | ---------- | ---------- | ----------------- | ------------------- | --------- |
| kK       |            | D/O        | borstelgras       | Nardus stricta      |           |
| kK       |            | D/A        | tandjesgras       | Danthonia decumbens |           |
| kK       |            | D/F        | tormentil         | Potentilla erecta   |           |
| kK       |            | Z          | valkruid          | Arnica montana      |           |
|          |            | Z          | stijve ogentroost | Euphrasia stricta   |           |
|          |            | D/Z        | liggend walstro   | Galium saxatile     |           |
|          |            | A/Z        | pilzegge          | Carex pilulifera    |           |

Moslaag
| Kentaxon | Diff.soort | Abundantie | Triviale naam        | Botanische naam    | Opmerking |
| -------- | ---------- | ---------- | -------------------- | ------------------ | --------- |
|          |            | O          | gewoon gaffeltandmos | Dicranum scoparium |           |

## Fotogalerij

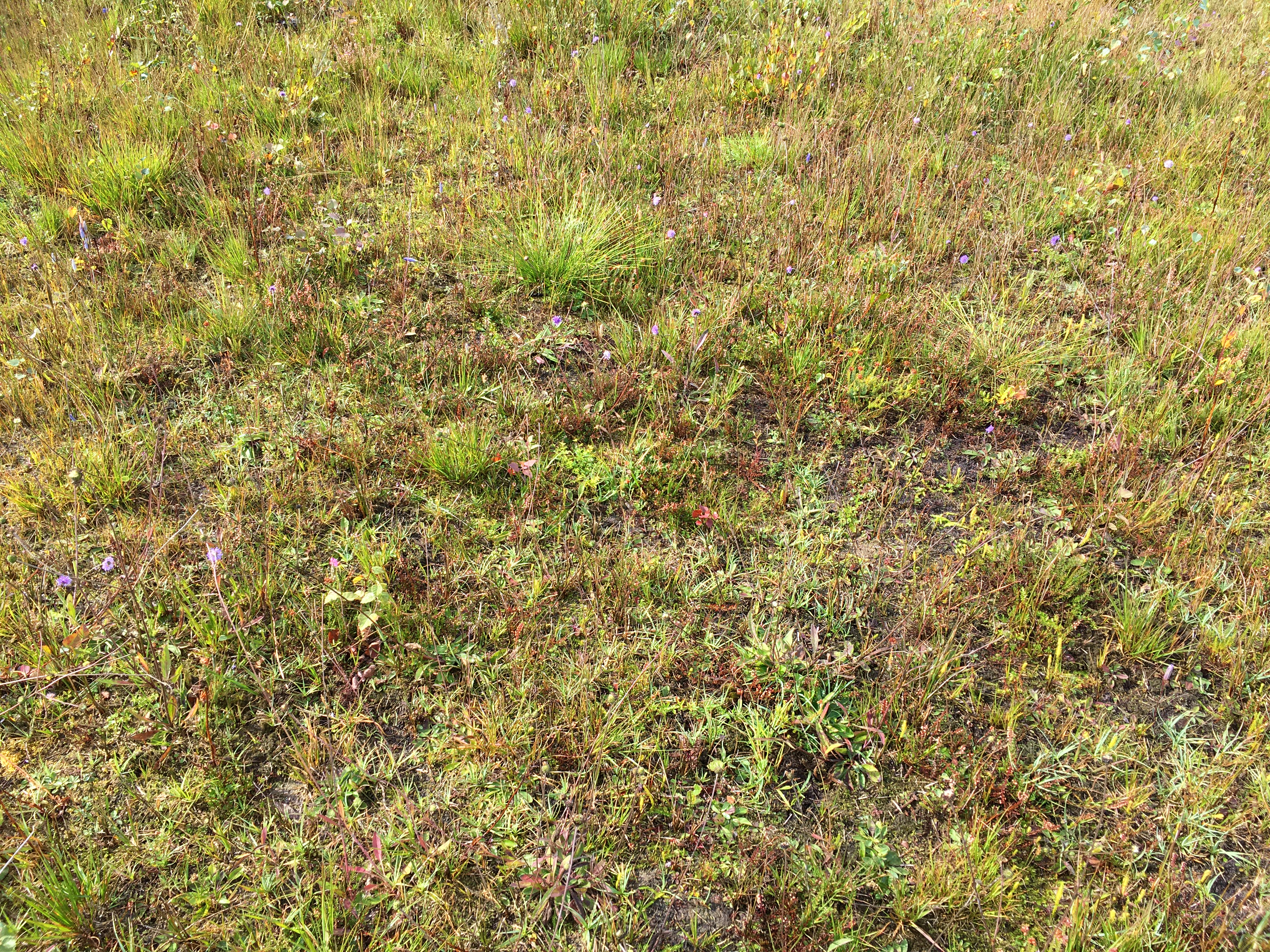
Een vroeg herfstaspect van de associatie van klokjesgentiaan en borstelgras